# Шкуросъёмный нож

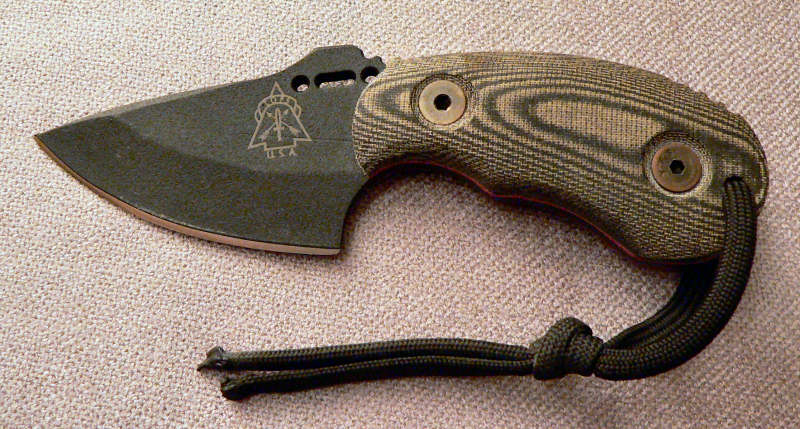
Шкуросъёмный нож

Шкуросъёмный нож или скиннер (от англ. skin «кожа, шкура») — особый нож для разделывания туши животного (домашнего после забоя либо охотничьего трофея). По-английски слово skinner обозначает также профессию человека, выполняющего этот вид работ. 

## Конструкция
Нож должен иметь закругленный конец, исключающий прорезание кожи и негнущееся и гладкое лезвие, которое для этого выполняется обычно достаточно толстым, но без ребер жесткости. Нож должен быть очень острым, для этого иногда используют два ножа, один из которых используется только с внутренней стороны шкуры, а другой в случаях, когда возможен контакт ножа с шерстью, в которой могут иметься застрявший песок или другие абразивные вещества, которые могут затупить нож. На рукоятку иногда устанавливают одностороннюю гарду, либо со стороны лезвия, либо сбоку со стороны, противоположной шкуре при работе преобладающей рукой.
Согласно законодательству многих стран шкуросъёмный нож является хозяйственно-бытовым инструментом, а не холодным оружием. Типичный шкуросъёмный нож имеет широкое лезвие с односторонней заточкой. Линия режущей кромки выпуклая, обычно круто изогнутая к острию. Длина лезвия составляет 4–12 см, и зачастую меньше длины рукояти ножа. Лезвие жёсткое, с толстым обушком, не пружинит. Иногда на обратной стороне клинка делается крюк, направленный к рукоятке. Изгиб этого крюка остро затачивается и служит для быстрого разрезания шкуры.
Шкуросъёмный нож является вспомогательным инструментом и предметом экипировки охотника. 
Традиционным национальным шкуросъёмным ножом является финский пуукко. Изредка шкуросъёмные ножи изготавливаются складными или с поперечной рукоятью (тычковыми).

## Иллюстрации

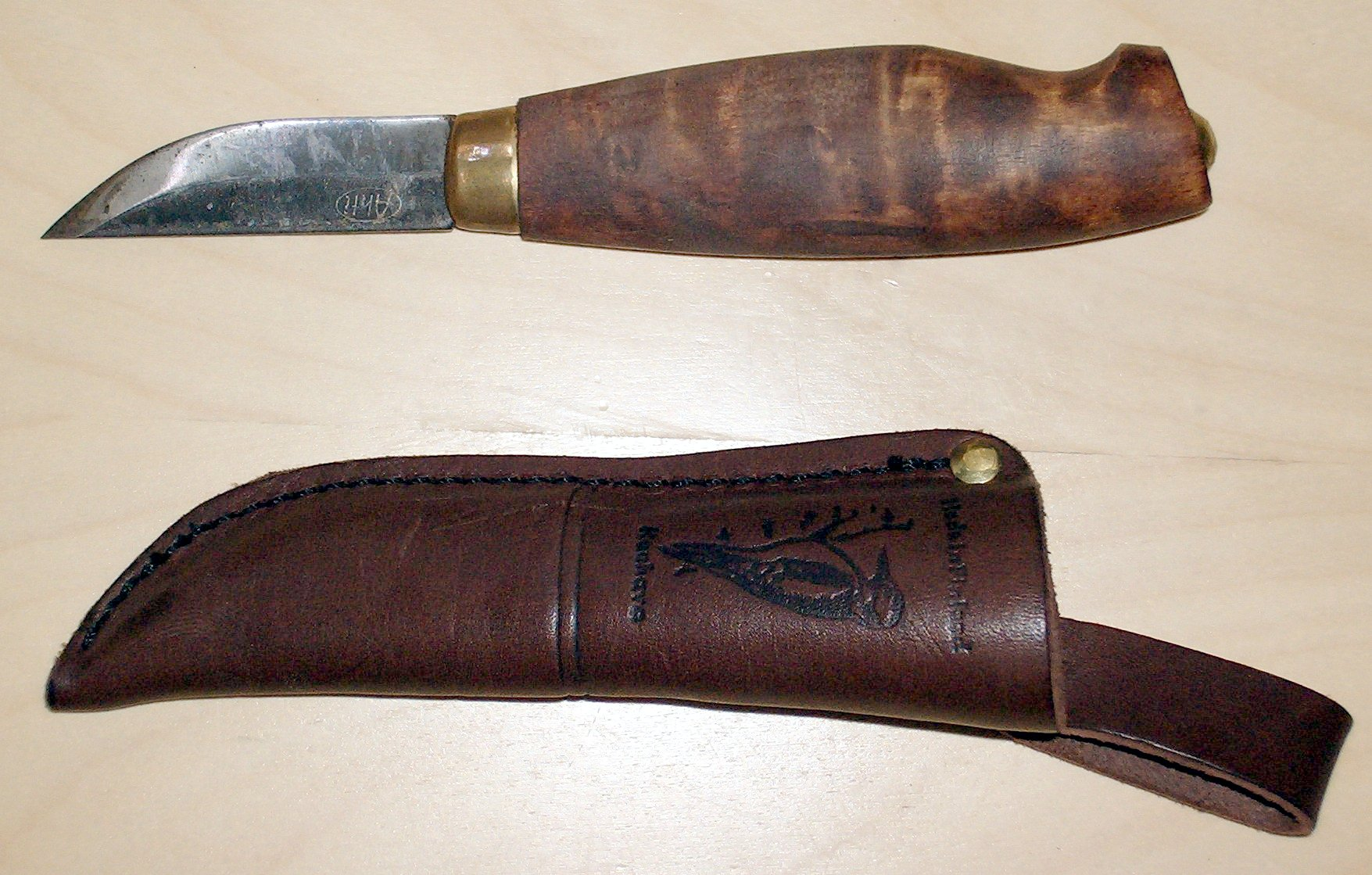
Финский нож пуукко
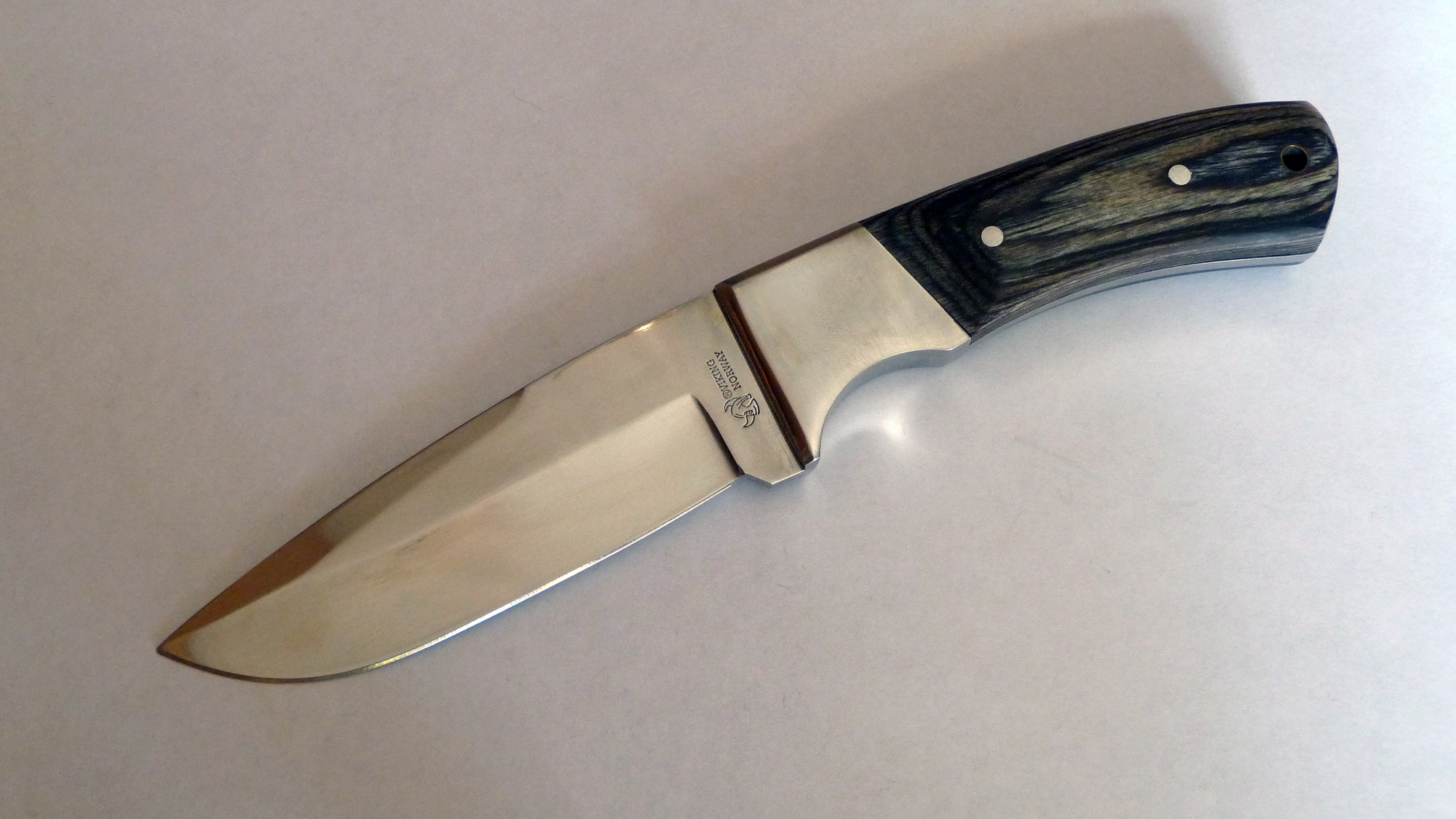
Современный шкуросъёмный нож
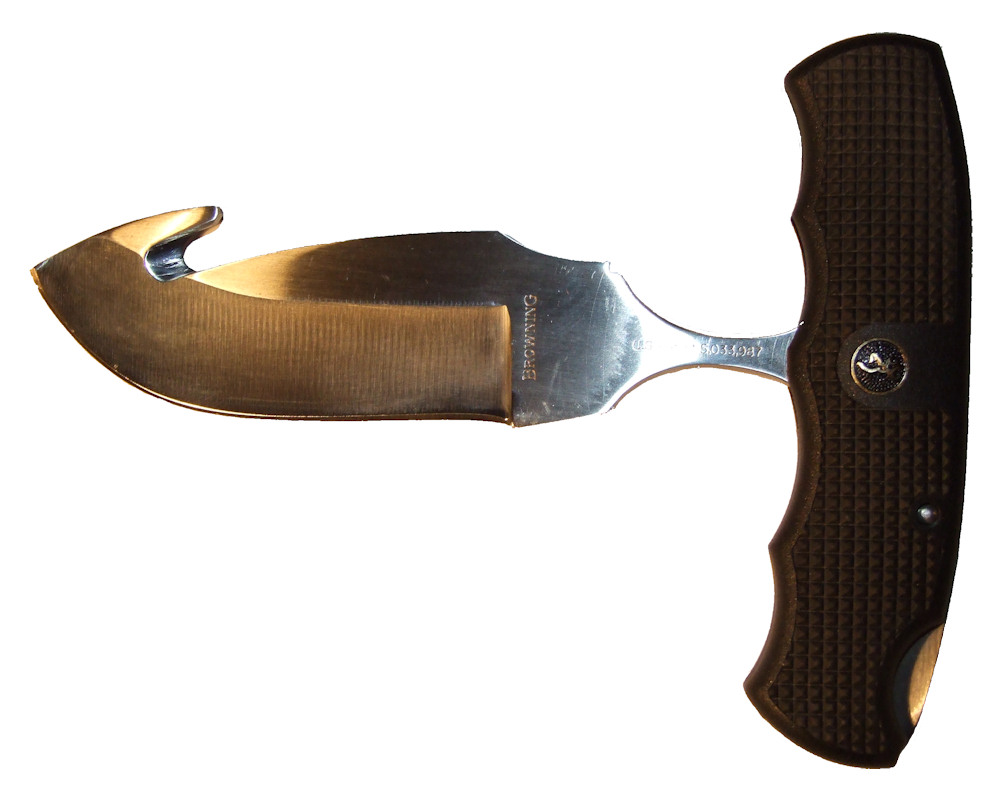
Тычковый нож c характерным для скиннера крюком на лезвии